# Bad Aussee
Bad Aussee osztrák város Stájerország Liezeni járásában. 2017 januárjában 4798 lakosa volt. Itt található Ausztria földrajzi középpontja. 

## Elhelyezkedése

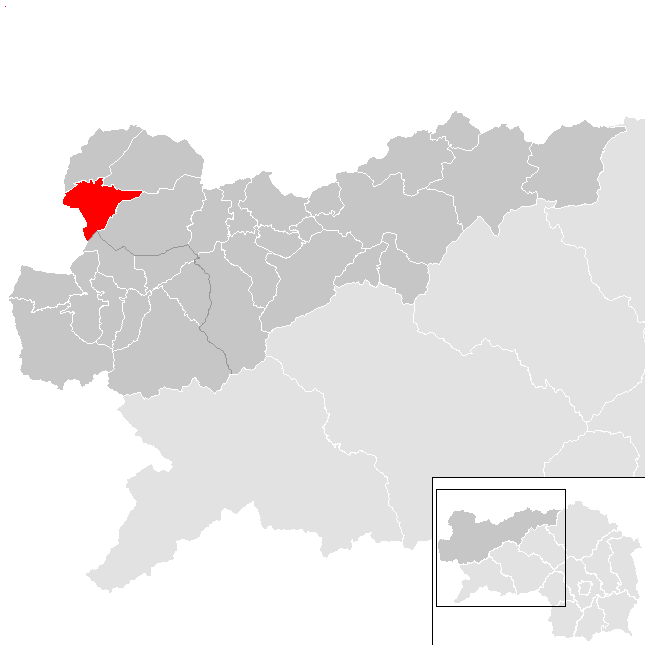
Bad Aussee a Liezeni járásban

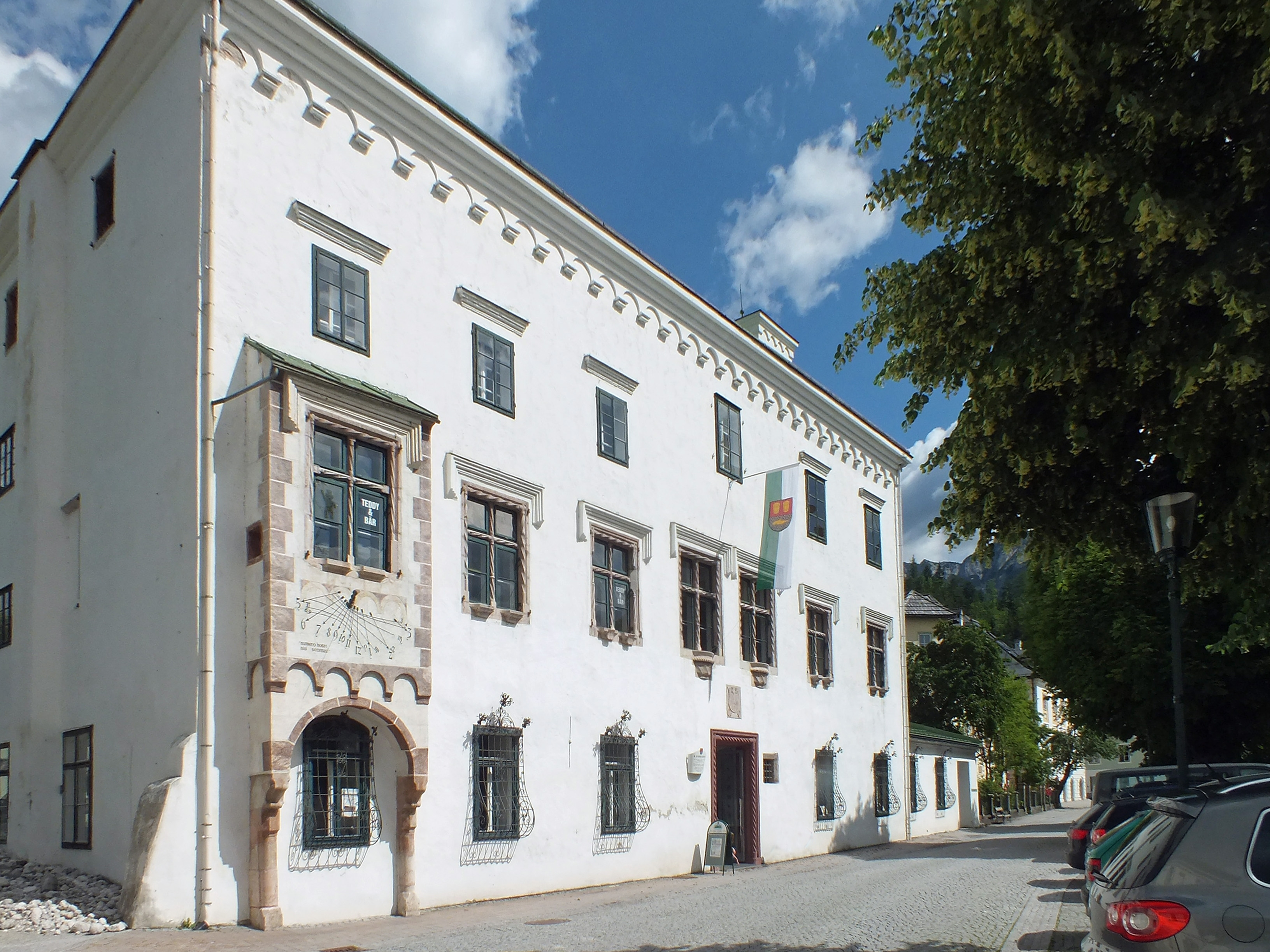
A Kammerhof

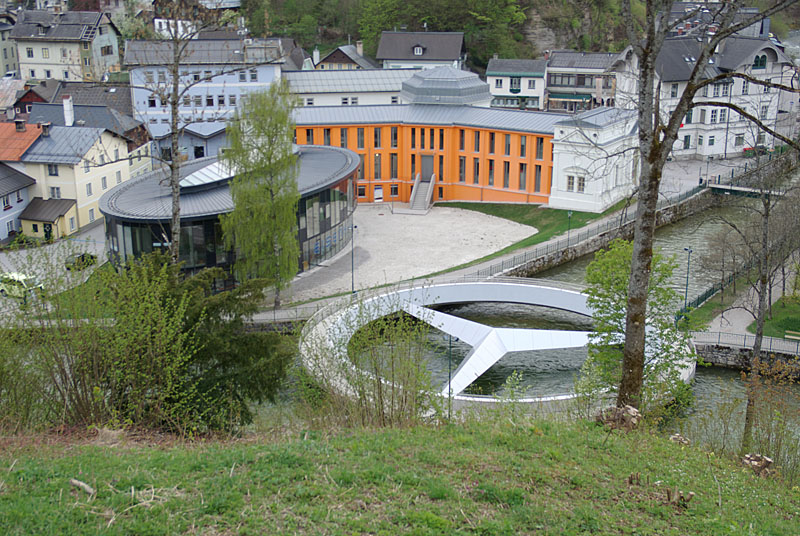
A Mercedes-híd

Bad Aussee a Salzkammergut stájerországi részén fekszik a Traun folyó három forrásának összefolyásánál. Felső-Ausztriával a Pötschen-hágó és a Koppen-hágó köti össze. Egy jelentősebb tava van, a Sommersbergersee; a környéken található még az Altaussee, a Grundlsee, a Toplitzsee és a Kammersee. A város egyik parkjában található az Ausztria földrajzi közepét jelző kőemlékmű. Az önkormányzat 4 katasztrális községben (Bad Aussee, Obertressen, Reitern, Straßen) 11 települést egyesít: Anger (428 lakos), Bad Aussee (987), Eselsbach (474), Gallhof (247), Gschlößl (163), Lerchenreith (820), Obertressen (617), Reitern (369), Reith (267), Sarstein (134), Unterkainisch (292). 
A környező önkormányzatok: északra Altaussee, északkeletre Grundlsee, keletre Bad Mitterndorf, délre Gröbming, délnyugatra Obertraun (Felső-Ausztria), nyugatra Bad Goisern (Felső-Ausztria).

## Története
Aussee első írásos említése 1265-ből származik. A 15. századig a régió (ún. Ausseerland) a császár magánbirtoka (Kammergut - kamarabirtok) volt; ekkor a jól jövedelmező sóbányászat miatti vita eredményeképpen a stájer hercegséghez került. A reformáció során a helyi lakosság többsége protestánssá vált; az ellenreformáció idején ezért 1599-ben komissziót állítottak fel a katolikus hitre való visszatérítésükre.
1850-ben járásbíróságot, adóhivatalt és csendőrséget állítottak fel a városban. 1868-ban fürdővárossá nyilvánították. A turizmus fejlődését nagyban elősegítette az 1877-ben megnyitott Salzkammergutbahn vasútvonala. A város 1911-ben felvette a Bad Aussee nevet.
1938-ban Ausztria csatlakozott a Német Birodalomhoz, az Ausseerlandot pedig Észak-Stájerország többi részétől eltérően az Oberdonau (felső-ausztriai) reichsgauhoz csatolták. 1942-ben az addig önálló Reitern és Strassen községeket, valamint Grundlsee Obertressen településrészét egyesítették a mezővárossal. A világháború után, 1948-ban Bad Aussee visszakerült Stájerországhoz. 1993-ban Bad Ausseet városi rangra emelték. 2011-ig a város a Bad Aussee-i kirendeltség (expositur, járási szint alatti közigazgatási egység; az itteni autók rendszámtáblája a BA kódot viselte) központja volt, amelyet ekkor felszámoltak és a régió közvetlenül a Liezeni járás alá került.  

## Lakosság
A Bad Aussee-i önkormányzat területén 2017 januárjában 4798 fő élt. A lakosságszám 1951-ben érte el a csúcspontját 5416 fővel; ezután 2001-ig valamivel 5000 fölött stagnált, azóta némi csökkenés tapasztalható. 2015-ben a helybeliek 86,9%-a volt osztrák állampolgár; a külföldiek közül 4% a régi (2004 előtti), 6,5% az új EU-tagállamokból érkezett. 1,8% a volt Jugoszlávia (Szlovénia és Horvátország nélkül) vagy Törökország, 0,7% egyéb országok polgára. 2001-ben a lakosok 81,5%-a római katolikusnak, 7% evangélikusnak, 1,9% ortodoxnak, 8,1% pedig felekezet nélkülinek vallotta magát. Ugyanekkor 8 magyar élt a városban és a németek után a legnagyobb nemzetiségi csoportot a horvátok alkották 4,9%-kal.

## Látnivalók

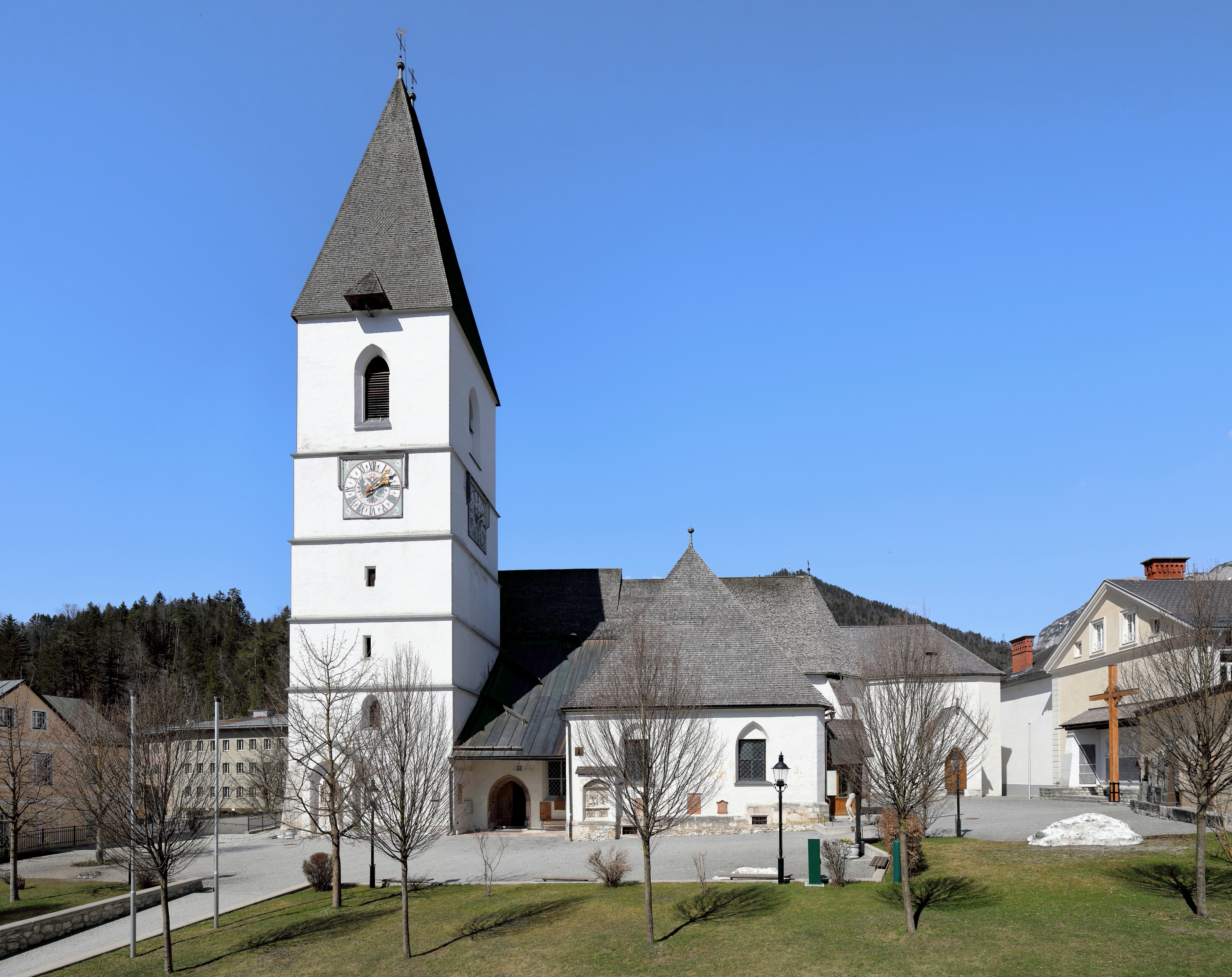
A Szt. Pál-plébániatemplom

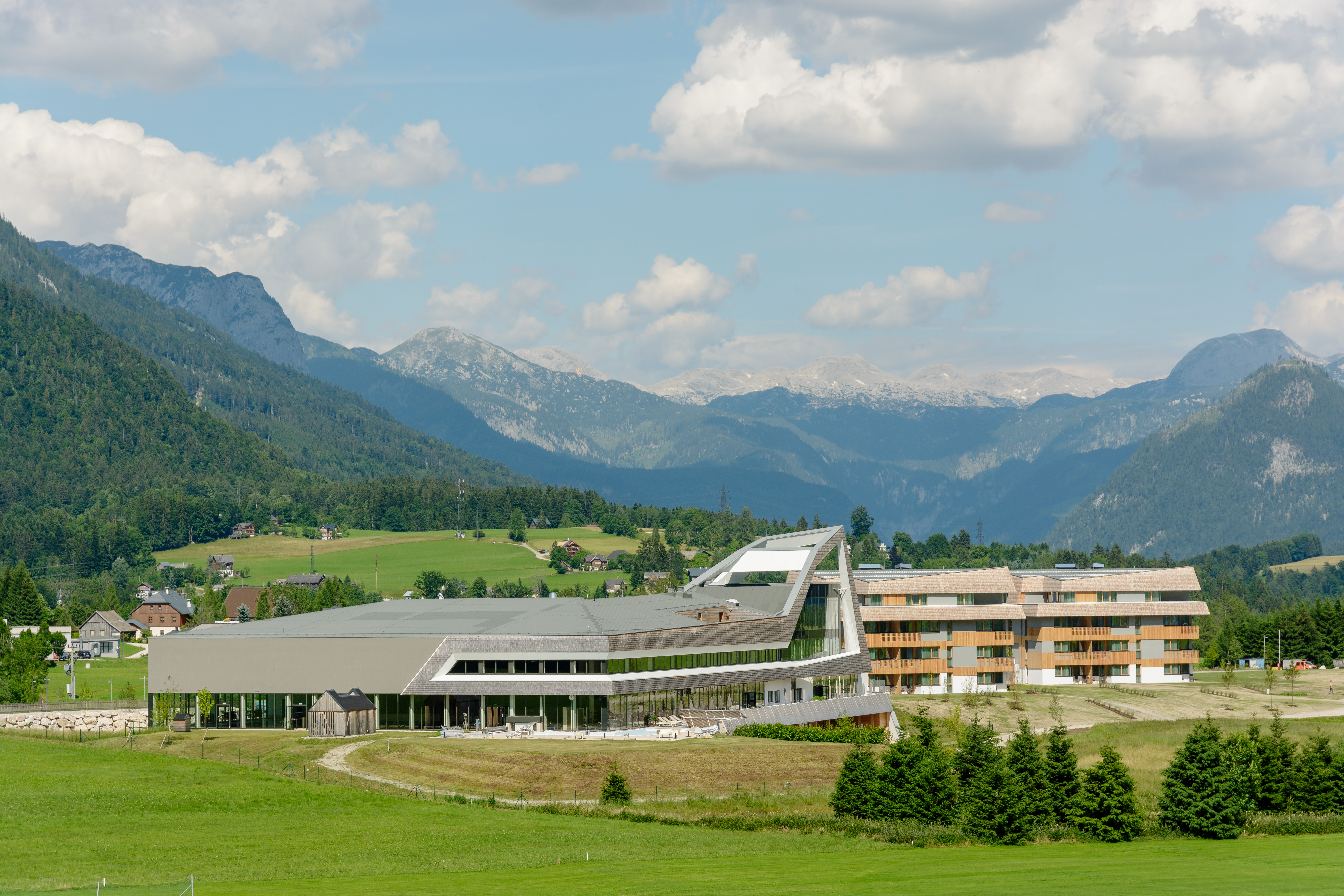
Narzissen Bad (Nárciszfürdő)

- Kammerhof múzeum. Épülete a sókamara hivatala volt egészen 1926-ig
- Lotus autók múzeuma
- Altaussee-i irodalmi múzeum
- sóbánya-múzeum
- a Szt. Pál-plébániatemplom
- a Szentlélek-templom gótikus szárnyasoltárát 1449-ben adományozta III. Frigyes császár
- az 1500 előtt épült Alte Steinmühle
- alpesi botanikus kert
- a Teichengrabenbach szurdoka és vízesései
- a Mercedes-emblémát formázó híd
- Bad Aussee ismert a népviseletéről, amelyet a nők nagy része még ma is hord
- a május végi nárciszfesztivál

## Híres Bad Aussee-iek
- Anna Plochl (1804–1885) János főherceg polgári származású felesége
- Gunther Burstyn (1879–1945), feltaláló, katonatiszt, egy korai tank kifejlesztője
- Klaus Maria Brandauer (1943–) színész
- Ulla Weigerstorfer (1967–) Miss World 1987
- Innen származik a Joy könnyűzenei együttes.

## Testvértelepülések
- Plaisir (Franciaország)

## Fordítás
- Ez a szócikk részben vagy egészben  a   Bad Aussee című német Wikipédia-szócikk ezen változatának fordításán alapul.  Az eredeti cikk szerkesztőit annak laptörténete sorolja fel. Ez a jelzés csupán a megfogalmazás eredetét és a szerzői jogokat jelzi, nem szolgál a cikkben szereplő információk forrásmegjelöléseként.